# Relativni raztezek
Rélativni raztézek (oznaka ε) je brezrazsežna količina, določena pri raztezanju ali stiskanju kot razmerje med deformacijo Δl (raztezkom, skrčkom) nekega telesa in dolžino tega istega telesa (l) pred deformacijo:
{\displaystyle \varepsilon ={\frac {\Delta l}{l}}\!\,.}
Relativni raztezek nastopa npr. v Hookovem zakonu, ki podaja sorazmernost med relativnim raztezkom in mehansko napetostjo v vzdolžni smeri delovanja sile.
Pri strižnih deformacijah govorimo o relativnem prečnem raztezku ali tudi o zožitku εq:
{\displaystyle \varepsilon _{\rm {q}}={\frac {\Delta d}{d}}\!\,,}
kjer je sedaj d premer telesa v danem preseku.
Razmerju:
{\displaystyle \mu ={\frac {\varepsilon _{\rm {q}}}{\varepsilon }}\!\,}
rečemo Poissonovo število.